# Zarudzie (gmina)
Zarudzie – dawna gmina wiejska istniejąca do 1933 roku w woj. wołyńskim (obecnie na Ukrainie). Siedzibą gminy było Zarudzie.
W okresie międzywojennym gmina Zarudzie należała do powiatu krzemienieckiego w woj. wołyńskim. 1 października 1933 roku gmina została zniesiona; część jej obszaru włączono do gminy Stary Oleksiniec a z części utworzono nową gminę Kołodno.